# Porphyrio melanotus
Il pollo sultano australasiano (Porphyrio melanotus Temminck, 1820) è un uccello della famiglia dei Rallidi, diffuso in Australasia.

## Tassonomia
Questo uccello in passato era inquadrato come sottospecie di Porphyrio porphyrio (P. porphyrio melanotus) ed è stato successivamente elevato al rango di specie a sé stante.
Sono note le seguenti sottospecie:
- Porphyrio melanotus melanopterus Bonaparte, 1856

- Porphyrio melanotus pelewensis Hartlaub & Finsch, 1872
- Porphyrio melanotus melanotus Temminck, 1820
- Porphyrio melanotus bellus Gould, 1841
- Porphyrio melanotus samoensis Peale, 1849